# San Pietro all'Olmo
San Pietro all'Olmo (AFI: /samˈpjɛtro allˈolmo/; San Peder in dialetto milanese, localmente San Pedar) è una frazione di Cornaredo in provincia di Milano, attigua al centro storico del comune di appartenenza.

## Geografia fisica

### Geografia fisica
Il borgo di San Pietro all'Olmo è caratterizzato da un ambiente prevalentemente pianeggiante, tipico della Pianura padana, con avallamenti solo nei pressi di fontanili e corsi d'acqua, con tratti a boschi e coltivazioni. Idrograficamente era un tempo presente una gran quantità di fontanili e risorgive che sono in gran parte stati asciugati dall'urbanizzazione. Esso si trova inserito nel Parco Agricolo Sud Milano.

### Geografia politica
Il territorio di San Pietro all'Olmo confina ad ovest e a sud con Bareggio, a est e a nord con Cornaredo.
Milano è il centro di maggior rilievo più vicino da cui dista una decina di chilometri anche se per importanza e disponibilità di servizi il centro più vicino può essere considerato Rho.

## Etimologia
Il toponimo San Pietro all'Olmo viene fatto derivare dalla presenza di due elementi fondamentali sul territorio della frazione:
- Nell'antica chiesa di San Pietro all'Olmo si trovava un affresco raffigurante San Pietro con la rete da cui la dizione latina di Sanctus Petrus cum rete che avrebbe dato origine ai due borghi confinanti di San Pietro e Cornaredo.[2]
- Di fronte all'antica chiesa di San Pietro si trovava un tempo un olmo molto antico che pare essere stato piantato nel XII secolo con la fondazione del monastero. Nella medesima posizione dell'originale, si trova un esemplare più giovane.[2]

## Storia

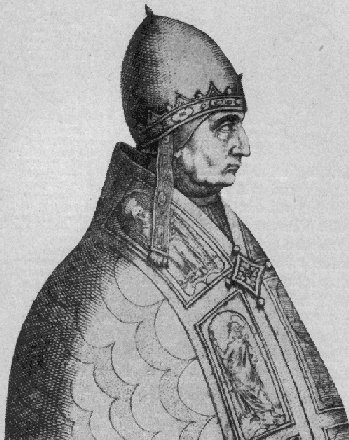
Urbano III Crivelli, fondatore del monastero di San Pietro all'Olmo e possidente locale

Il borgo di San Pietro all'Olmo ha origini piuttosto antiche: esso venne fondato in epoca celtica (attorno al VII secolo a.C.) e successivamente venne conquistato dai Romani i quali lo addossarono alla neonata Strada Consolare Vercellina (ex SS11) che collegava Milano con Vercelli passando per città importanti per l'epoca quali Corbetta, Magenta e Novara.
Gli edifici religiosi, di origine antichissima, sono infatti gli elementi che nella maggior parte dei casi hanno consentito una quasi totale ricostruzione della frazione. Nelle fondamenta della chiesa parrocchiale di San Pietro sono infatti stati trovati dei resti di una precedente cappella longobarda, adagiata su una domus romana (in corso di datazione) il che fa pensare che il luogo venne abitato da queste popolazioni, che vi risiedevano stabilmente, il che spiegherebbe anche il nome di San Pietro, molto devoto presso quei popoli, che avrebbe dato anche il nome alla frazione stessa.
Quanto all'olmo, si può supporre che l'area fosse particolarmente ricca di fontanili, i cui argini si era soliti rinforzare con olmi.
Nel 1170, papa Urbano III Crivelli, che aveva terreni in queste zone, diede ordine di costruirvi un monastero che, divenendo abbazia, scandirà la maggior parte della storia della frazione sino al 1794, anno in cui la struttura religiosa venne definitivamente soppressa.
Da questo momento si può dire che la frazione di San Pietro all'Olmo condivise la propria storia con quella della vicina Cornaredo.

## Monumenti e luoghi d'interesse

### Architetture religiose

#### Chiesa parrocchiale di San Pietro

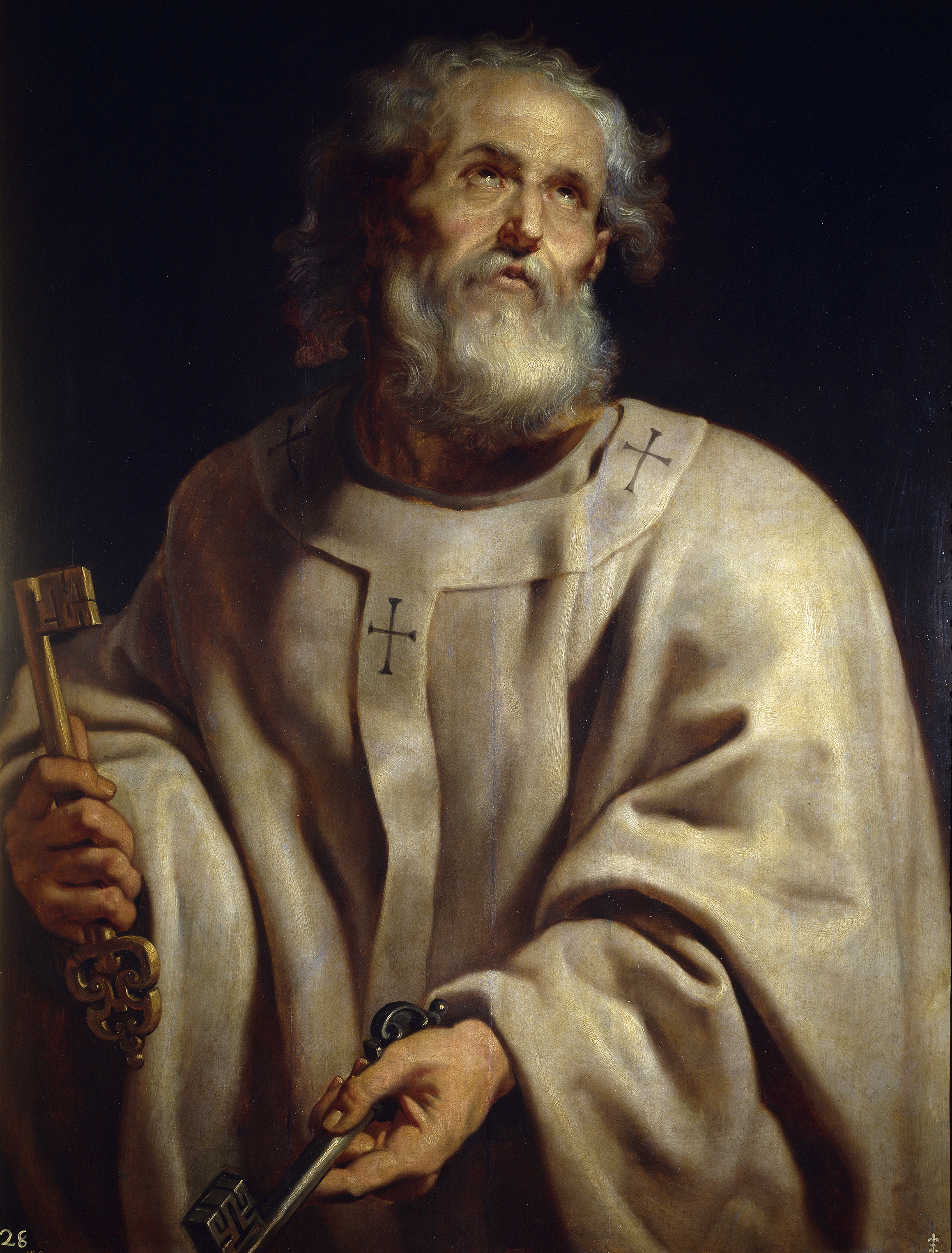
San Pietro apostolo e primo Papa, a cui è intitolata la chiesa parrocchiale

La chiesa di San Pietro all'Olmo, sebbene possa essere considerata a tutti gli effetti una chiesa di frazione, è per forma e dimensioni molto più grande della parrocchiale di Cornaredo, città in cui la frazione di San Pietro all'Olmo è inserita.
La notizia più antica dell'esistenza della chiesa, risale al 1169 quando papa Alessandro III la cita in una sua bolla inviata al prevosto di Nerviano, secondo la quale stabiliva la precedenza della chiesa nervianese anche sull'area della parrocchiale di Cornaredo e San Pietro all'Olmo. La struttura, però, dai rilievi eseguiti, sembrerebbe risalire a epoche precedenti (VIII secolo), e al culto longobardo ricondurrebbe anche la devozione verso san Pietro, particolarmente venerato dagli stessi barbari lombardi.
Le modifiche più eclatanti, la chiesa le subì in pieno Medioevo, tra XII e XIII secolo, quando il trasferimento in loco dei monaci agostiniani del vicino Monastero di San Pietro, mutò in base alle loro esigenze la struttura del tempio, con un rifacimento totale della facciata e la costruzione di una sagrestia.

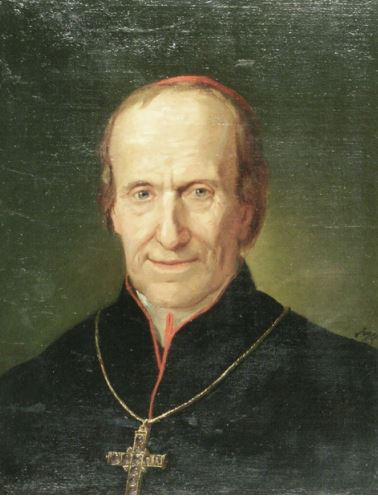
Karl Kajetan von Gaisruck, Arcivescovo di Milano, che elevò a parrocchia la chiesa di San Pietro nel 1843

Le sorti della chiesa rimangono poi invariate sino alla fine del Settecento, quando la struttura viene indicata come "chiesa sussidiaria" della parrocchia di Cornaredo e come tale, chiesa di secondo piano nel panorama ecclesiastico locale. Nel 1789 si decide la ricostruzione completa della chiesa, che viene abbattuta e ricostruita completamente con l'aggiunta anche di una nuova casa per il parroco, adiacente alla struttura. La chiesa, dopo il periodo napoleonico e dopo i ritardi dati dalla mancanza di fondi, viene finalmente consacrata dall'Arcivescovo milanese Karl Kajetan von Gaisruck il 13 agosto 1843, venendo ufficialmente completata solo nel 1851. Altre modifiche seguiranno sul finire dell'Ottocento, e il completamento della facciata, che si avrà solo nel 1935.
La struttura del tempio è a croce latina, con una facciata contraddistinta da mattoni a vista, con un particolare elemento decorativo contraddistinto da piccoli archetti romanici in cotto posti sotto la gronda del tetto. Il tempio è dotato anche di un campanile di 12 metri innalzato sul finire del Cinquecento, molto più basso rispetto alla precedente struttura medioevale che probabilmente sfiorava i 15 metri.
All'interno, la chiesa vanta tre cappelle oltre all'altar maggiore, eseguite tra il XIV e il XVI secolo: la cappella della Beata Vergine Maria, la cappella della Beata Vergine del Rosario e la cappella di San Giovanni Battista.

#### Chiesa abbaziale di San Pietro all'Olmo
Elenco degli Abati Commendatari dell'Abbazia di San Pietro all'Olmo
- Carlo Maria Crivelli[3]
- Giovanni Ludovico di Saluzzo[3]
- Vincenzo Parpaglia (1542-1544)
- Francesco Sforza Speciano (1544-1582)
- Cesare Speciano (1582-1603)
- Scipione Caffarelli-Borghese (1603-1633)
- Benedetto Cittadini (1633-1675)
- Paluzzo Paluzzi Altieri Degli Albertoni (1675-1698)
- Giacomo Morigia (1698-1708)
- Antonio Francesco Sanvitale (1708-1714)
- Carlo Maria Marini (1715-1725)
- Antonio Eugenio Visconti (1725-1788)

La chiesa di San Pietro all'Olmo (denominata "gesa végia" per distinguerla dall'edificio di culto costruito in epoche successive a Cornaredo), ha origini antichissime. Essa risale probabilmente all'epoca longobarda e la struttura abbaziale le pervenne probabilmente tra il IX e l'XI secolo.
La chiesa subì però forti danni nel devastante terremoto del 1117 che distrusse quasi completamente la struttura, di cui rimane un solo muro di cinta originario. Le attività di ricostruzione della chiesa ripresero quasi subito e si conclusero nel 1170 con l'edificazione della nuova chiesa, a cui venne legato un nuovo monastero dedicato appunto a San Pietro (che dà il nome anche alla frazione di cui è patrono), il quale venne aperto per merito del milanese Uberto Crivelli, arcivescovo di Milano, divenuto in seguito Papa col nome di Urbano III.
Col tempo il monastero acquisì sempre maggiore importanza, in particolare per la posizione strategica ove si trovava, a ridosso della via consolare Vercellina che collegava Milano con Torino.
Per certo si sa che nel monastero venne ospitato papa Innocenzo IV nel 1251, mentre tornava da un suo viaggio pastorale a Lione. Nel 1542 il monastero venne improvvisamente cambiato di destinazione e divenne un'abbazia commendataria che venne affidata a diversi prelati della chiesa milanese.
Alla morte dell'ultimo Abate Commendatario, Antonio Eugenio Visconti, nel 1788 tutti i beni dell'abbazia (come avevano stabilito i decreti di Giuseppe II), vennero incamerati dallo stato che nel 1794 procedette alla vendita della maggior parte dei fabbricati e dei terreni annessi al complesso religioso, i quali vennero per la maggior parte acquistati da un facoltoso borghese di Desio, Antonio Villa. Nel 1843 la "chiesa vecchia" passò al ruolo di parrocchiale del paese, mentre l'antica struttura canonicale presente, venne smembrata e adibita ad abitazioni private
Gli interni della struttura hanno forme romaniche, mentre la facciata della chiesa, venne completamente rifatta tra la fine del XIX secolo e l'inizio del XX.

#### Chiesa di San Rocco
La piccola chiesa di San Rocco si trova attigua alla ex cascina favaglie San Rocco.
Edificata nella seconda metà del XV secolo, la cappella si presenta di forme semplici, con tetto a capanna, dotata di un piccolo campanile a cuspide rivestito in rame,all'interno affreschi molto deteriorati raffiguranti una crocifissione, vari santi e di particolare interesse la trinità rappresentata da tre personaggi identici.
La chiesa viene aperta la pubblico in occasione di sagre o manifestazioni locali a cura della sezione locale di ITALIA NOSTRA che ha provveduto al restauro.

#### Cappella della Beata Vergine Maria Immacolata
Questa piccola cappella pubblica si trova nei pressi del complesso di villa Grandazzi e venne costruita per opera della famiglia stessa come propria cappella privata verso la metà del Settecento.
Data la propria posizione gittante sulla strada, però, ben presto la cappella venne aperta anche all'uso pubblico.
La struttura della cappella si presenta piuttosto semplice, con un tetto a capanna, una porta d'ingresso bassa, sovrastata da un riquadro che forse un tempo accoglieva un'immagine devozionale affrescata è poi scomparsa con l'usura del tempo.

### Architetture civili

#### Villa Gavazzi Balossi Restelli
Costruita nel 1830 dalla famiglia Gavazzi, la villa sorse in realtà inglobando un precedente edificio appartenente alla famiglia Busca e risalente al 1737 che aveva le funzioni di Hostaria (era detta per l'appunto "Hostaria del Cervo"), ovvero di stazione di posta, dal momento che era posto lungo la cosiddetta via postale vercellina, che collegava appunto Milano con Vercelli, passando per i comuni dell'Ovest milanese.
La villa venne in seguito acquistata dalla famiglia Balossi, ricca possidente anche in Sedriano.
La residenza è una villa di campagna di proprietà di un ramo collaterale della famiglia Balossi.

#### Villa Busca Dubini
Il primo impianto della villa venne realizzato nel Cinquecento su una porzione di terreno allora definita pasqué (pascolo) di utilità comune al confinante paese di Bareggio.
Passata di proprietà alla famiglia Busca, nel 1756, su commissione del nobile Carlo Galeazzo Busca, IV marchese di Lomagna, la villa venne riedificata e ampliata nelle nuove forme, che si presentano semplici ed eleganti, contraddistinte da una facciata lineare e da una corte d'ingresso ai lati del cancello della quale è possibile vedere una santella settecentesca di pregevole gusto, che ben completa la piazza antistante, sulla quale si affaccia anche Villa Gavazzi Balossi.
Sul retro, un grandioso parco alberato si estende con essenze secolari, statue e un gustoso balconcino barocco panoramico che fa capolino dalla facciata retrostante della struttura.
Nel 1906 la villa venne venduta alla famiglia Dubini, attuale proprietaria dello stabile.

#### Villa Grandazzi Zoja
Il primo grande impianto in "casa da nobile" risale con tutta probabilità al Quattrocento, quando lo stabile venne fondato dalla famiglia Balbi.
Passata in eredità ai Corti, nel seicento gli venne aggiunto anche un terreno che prese forma di giardino.
Divenuta sede di un collegio di gesuiti per alcuni decenni, nel 1737 venne venduta alla famiglia Grandazzi la quale, estintasi in linea maschile, la vendette alla famiglia Zoja, proprietaria dello stabile.

## Eventi e cultura
La frazione di San Pietro all'Olmo dispone anche di un proprio corpo bandistico, costituitosi indipendente da quello dell'attigua Cornaredo e fondato nel 1894, il quale partecipa alle rassegne musicali delle festività della frazione.

## Infrastrutture e trasporti
Fra il 1879 e il 1957 la località era servita dalla tranvia Milano-Magenta altresì nota con il soprannome di Gambadelegn.